# Horst Glowinski
Horst Günter Glowinski (* 21. August 1907 in Graudenz; † 25. August 1993 in Lübeck) war ein deutscher evangelisch-lutherischer Geistlicher und Mykologe. Sein botanisch-mykologisches Autorenkürzel lautet „Glowinski“.

## Leben
Horst Glowinski war der jüngere Sohn eines Malermeisters. Der Maler und Grafiker Meinhard Glowinski war sein älterer Bruder, die Malerin Luise Glowinski-Taubert seine Schwägerin. Nach dem Ende des Ersten Weltkriegs zog die Familie nach Lübeck. Horst Glowinski kam auf das Internatsgymnasium Schloss Plön.
Er studierte Evangelische Theologie und Jura an den Universitäten Rostock, Greifswald, Marburg, Kiel und wieder Rostock. Im Juli 1934 bestand er die erste theologische Prüfung, im November 1937 die zweite theologische Prüfung. Ab Januar 1938 war er mit der Verwaltung der Pfarre Peckatel beauftragt. Der Auftrag wurde im April 1938 zurückgenommen, als Glowinski nach Lübeck ging. Vorübergehend hatte er eine Pfarrstelle in Berlin-Friedenau. Im Herbst 1939 wurde er als Kriegspfarrer eingezogen. Nach 1945 kam er nach Mecklenburg zurück. Ab Mai 1947 war er mit der Verwaltung der Pfarre Steffenshagen beauftragt.
1953 schied Glowinski aus dem Dienst der Ev.-luth. Landeskirche Mecklenburgs aus. Er floh über West-Berlin in den Westen und wirkte zunächst bis 1956 als Religionslehrer in Brügge bei Lüdenscheid, danach von 1960 bis 1964 als Pfarrer in Witten-Stockum. 1964 kam er als Pfarrer nach Warstein an das dortige Landeskrankenhaus (heute LWL-Klinik Warstein). Seinen Ruhestand verlebte er in Lübeck.
Horst Glowinski war ein begeisterter Mykologe. Er spezialisierte sich bald auf Schlauchpilze, Porlinge und insbesondere Risspilze, zu denen er, teils gemeinsam mit Johann Stangl, zahlreiche Bearbeitungen und Neufunde veröffentlichte.
1985 ernannte ihn die Deutsche Gesellschaft für Mykologie zu ihrem Ehrenmitglied.